# Ständige Vertretung der Bundesrepublik Deutschland bei der Abrüstungskonferenz
Die Ständige Vertretung der Bundesrepublik Deutschland bei der Abrüstungskonferenz ist die diplomatische Vertretung der Bundesrepublik Deutschland bei der Genfer Abrüstungskonferenz (CD) in Genf.

## Lage

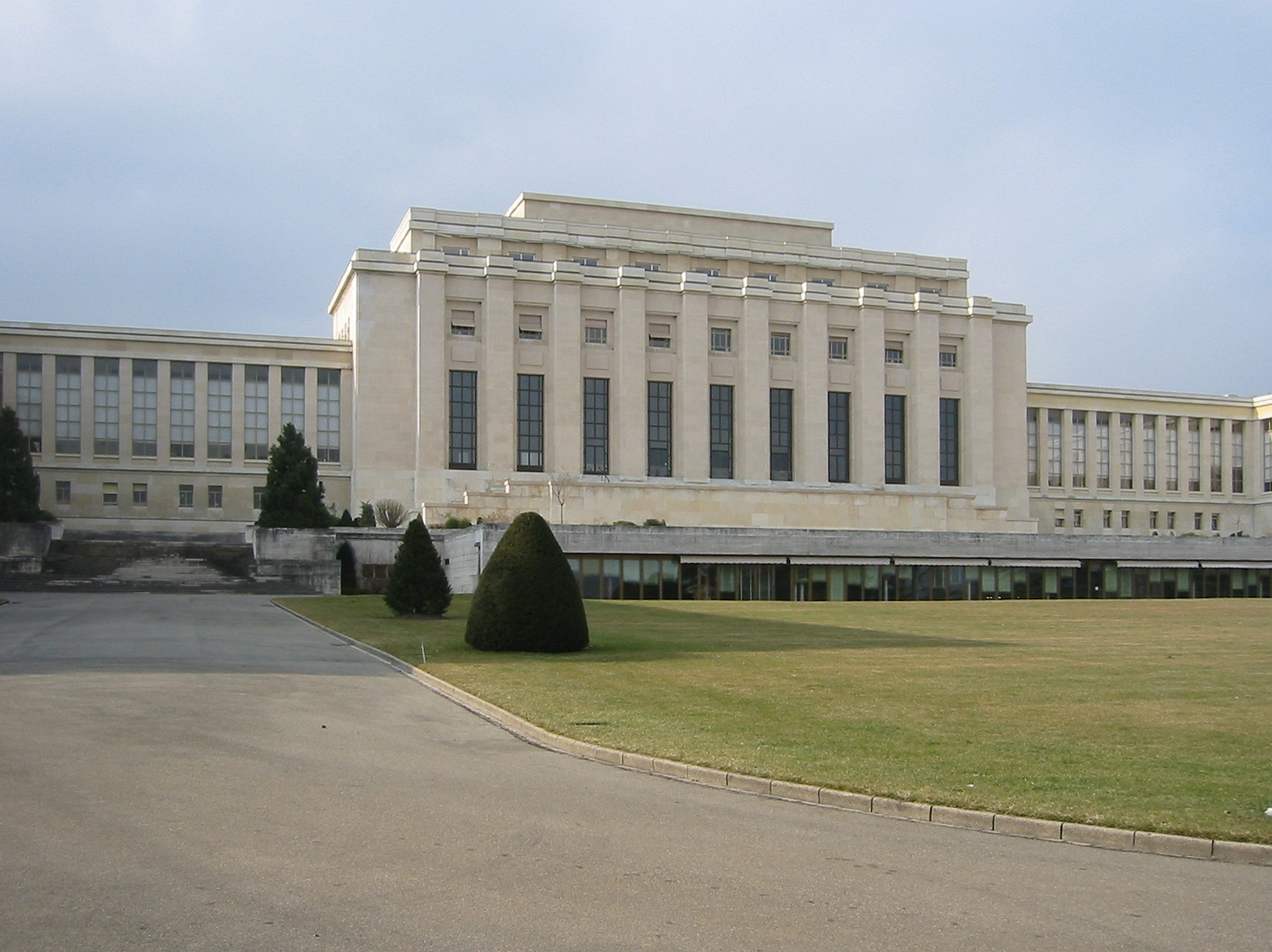
Palais des Nations in Genf, Sitz der Abrüstungskonferenz

Die Ständige Vertretung befindet sich nur einen Kilometer vom Sitz der Abrüstungskonferenz im Palais des Nations entfernt. Sie ist gemeinsam mit der Ständigen Vertretung der Bundesrepublik Deutschland bei den Vereinten Nationen in Genf untergebracht. Die Straßenadresse lautet: 28c, Chemin du Petit Saconnex, 1209 Genf.

## Auftrag und Organisation
Die Ständige Vertretung vertritt die Bundesrepublik Deutschland in der Genfer Abrüstungskonferenz.
Sie vertritt die deutschen Interessen im Zusammenhang mit folgenden internationalen Übereinkommen, die in der Abrüstungskonferenz behandelt werden:
- Ottawa-Übereinkommen über die Ächtung von Antipersonenminen (APLC)
- Internationaler Vertrag über den Waffenhandel (ATT)
- Übereinkommen über biologische Waffen (BWC)
- Oslo-Übereinkommen über das Verbot von Streumunition (CCM)
- Convention on Certain Conventional Weapons (CCW)

Weitere Themen im Vorfeld von Übereinkommen sind:
- Letale Autonome Waffensysteme (LAWS)
- Einsatz von Explosivwaffen in dicht besiedelten Gebieten (EWIPA)

Die Leitung der Ständigen Vertretung liegt bei einem Beamten des Auswärtigen Amts.

## Geschichte
Die Bundesrepublik Deutschland war seit Gründung der Abrüstungskonferenz im Jahr 1979 mit einem Ständigen Vertreter in Genf präsent.
Die DDR war von 1974 bis 1990 mit einem Botschafter bei der Konferenz des Abrüstungsausschusses in Genf vertreten.